# Bart's Dog Gets an "F"
«Bart's Dog Gets an F», llamado «El suspenso del perro de Bart» en España y «El perro de Bart reprueba» en Hispanoamérica, es un capítulo perteneciente a la segunda temporada de la serie animada Los Simpson, emitido originalmente el 17 de marzo de 1991. El episodio fue escrito por Jon Vitti y dirigido por Jim Reardon. Tracey Ullman fue la estrella invitada.

## Sinopsis
Todo comienza cuando Lisa contrae las paperas, lo que hace que tenga que pasar unos días sin ir a la escuela. 
Mientras que Marge le enseña costura a Lisa, Homer Simpson va al centro comercial a comprarle unas revistas. Allí ve y compra unos zapatos llamados "Asesinos", que les había visto puestos a Ned Flanders hacía unos pocos días. Al día siguiente, compra una galleta gigante. 
Marge le muestra a Lisa una frazada hecha con retazos de telas, lo cual es una reliquia familiar. Todas las mujeres de la familia de Marge habían añadido una parte de tela a la frazada, por lo que Lisa debe hacer su propia contribución. 
Sin embargo, Pequeño Ayudante de Santa Claus o Ayudante de Santa, el perro de la familia, destruye la frazada, los zapatos de Homer y la galleta gigante. Homer, enojado, quiere deshacerse del perro, pero Lisa lo convence de llevar al animal a una escuela de enseñanza canina. 
Ayudante de Santa no aprende mucho en la escuela de enseñanza, así que Bart es obligado a tener a su perro atado con una cadena. 
La noche anterior al examen final de Ayudante de Santa, Bart y el perro juegan, pensando que serán sus últimas horas juntos. Este tiempo que pasan hace que Ayudante de Santa tenga más confianza en Bart y que obedezca sus órdenes.
Al día siguiente, el perro, gracias a lo enseñado por Bart, aprueba el examen final. Lisa celebra el suceso creando una nueva frazada, que reemplazaría a la destruida.